# Boreisch
Boreisch (von Boréas, der Personifikation des winterlichen Nordwinds in der griechischen Mythologie) ist ein veralteter Begriff für nördlich. Hyperboreisch bedeutet demnach: über/jenseits/nördlich des Nordens/des Polarkreises, rund um den Nordpol. Entsprechend galt Hyperborea als ein mythisches Land im Norden.
Vom Standpunkt der antiken Geographen aus war der hohe Norden eine unbekannte, sagenumwobene, numinose Gegend. Auch heute noch wird das Adjektiv hyperboreisch im Zusammenhang mit mystisch-„nordisch“-arischen Rassenideologien verwendet.
Die hypothetische eurasische oder gar globale Ursprache wird als Boreisch, Nostratisch oder auch Meroitisch bezeichnet.